# Park Geun-hye
Park Geun-hye (en hangul, 박근혜; en hanja, 朴槿惠; Daegu, Corea del Sur, 2 de febrero de 1952) es una política surcoreana que desempeñó el cargo de presidenta de Corea del Sur desde 2013 hasta su destitución en 2017.
Park es hija del militar Park Chung-hee, presidente del mismo país entre 1961 y 1979 que se caracterizó por ejercer un mandato autoritario. Cuando su madre Yuk Young-soo falleció en 1974 en un atentado, Park asumió el cargo de primera dama en funciones hasta que en 1979 su padre fue asesinado por el director del Servicio de Inteligencia Nacional de Corea del Sur.
En 1998 se afilió al conservador Gran Partido Nacional (GPN) y obtuvo un escaño en la Asamblea Nacional de Corea del Sur por el distrito de Dalseong (Daegu), siendo reelegida en cuatro elecciones legislativas consecutivas. Entre 2004 y 2006 asumió el liderazgo del partido y se presentó a las primarias presidenciales, en las que fue derrotada por el exalcalde de Seúl, el reformista Lee Myung-bak, con quien mantuvo una intensa rivalidad personal. Tras una crisis interna, volvió a tomar el control del GPN en 2011 para refundarlo en un frente amplio de centroderecha, el Partido Saenuri.
Park ganó las elecciones presidenciales de 2012 con más de 15,7 millones de votos (51,8 %), convirtiéndose en la primera mujer electa para ejercer el máximo cargo gubernamental del país. Durante su mandato tuvo que enfrentar la crisis del naufragio del ferry Sewol, nuevos acuerdos comerciales con la República Popular China y el desarrollo de un plan de acción social. 
El mandato de Park finalizó antes de tiempo tras un escándalo político en 2016 que le implicaba presuntamente en una trama de tráfico de influencias. Después de que se produjeran movilizaciones a nivel nacional, el 9 de diciembre de 2016 la Asamblea Nacional abrió un proceso de destitución en su contra, momento desde el cual se suspendieron sus funciones como jefa de Estado. El primer ministro Hwang Kyo-ahn pasó a ejercer en funciones. Finalmente, el Tribunal Constitucional confirmó por unanimidad la destitución el 10 de marzo de 2017. Desde entonces permaneció arrestada en el Centro de Detención de Seúl hasta que el presidente Moon Jae-in le concedió un indulto en diciembre de 2021.

## Biografía

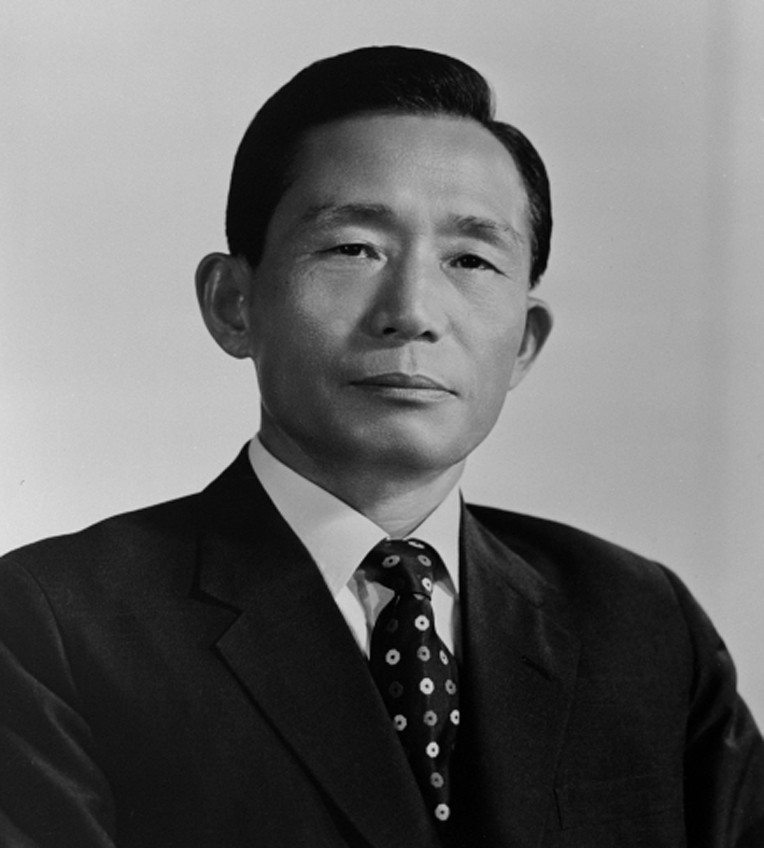
Park Chung-hee, padre de Geun-hye, fue presidente de Corea del Sur entre 1961 y 1979.

Park Geun-hye nació el 2 de febrero de 1952 en Daegu, siendo la primera hija de Park Chung-hee, militar del ejército surcoreano, y Yuk Young-soo. Su padre estaba movilizado en Daegu por la guerra de Corea, y cuando el conflicto terminó en 1953 toda la familia se trasladó al distrito central de Seúl. Tiene una hermana menor, Park Geun-ryeong (1954), y un hermano, Park Ji-man (1958).
Junto con otros militares del ejército, Park Chung-hee encabezó en 1961 un golpe de Estado que terminó con el establecimiento de una junta militar provisional, el Consejo Supremo para la Reconstrucción Nacional, y la celebración de elecciones presidenciales en 1963. En los 18 años de su padre en el poder pueden distinguirse dos etapas: la llamada Tercera República (1963-1972), en la que se sentaron las bases para el crecimiento económico del país, y la Cuarta República (1972-1979), de marcado carácter dictatorial y en la que los opositores fueron perseguidos.
Geun-hye cursó la educación secundaria en la Escuela Preparatoria Femenina del Sagrado Corazón de Seúl y en 1970 ingresó en la Universidad Sogang, donde se licenció en ingeniería electrónica por la promoción de 1974. Su padre la matriculó en la Universidad de Grenoble (Francia) para que cursara estudios de posgrado e idiomas, pero tuvo que dejar el centro tras el asesinato de su madre.
Además. ha sido nombrada doctora honoris causa en los siguientes centros: en Literatura por la Universidad de la Cultura China de Taipéi (1987), en Ciencia por el Instituto de Ciencia y Tecnología Avanzadas de Daejeon (2008) y en Política por la Universidad Nacional de Pukyong (2008) y la Universidad de Sogang (2010).

### Primera dama (1974-1979)
El 15 de agosto de 1974, durante un acto oficial del Día de la Independencia, un norcoreano residente en Japón intentó matar con una pistola a Park Chung-hee. Los disparos no alcanzaron al presidente pero sí a su esposa Yuk Young-soo, que falleció a las pocas horas. De inmediato, la embajada surcoreana ordenó a Geun-hye que regresara a Seúl para ocupar el cargo de primera dama en funciones, con sólo 22 años. En su biografía oficial ha confesado que hasta ese momento soñaba con convertirse en profesora, pero el asesinato de su madre «cambió mi vida por completo».
Como primera dama, su papel se limitaba a acompañar a su padre en actos oficiales y viajes al extranjero, ofreciendo un rostro amable que Park Chung-hee raras veces mostraba. Ese lustro coincidió con el tramo final de la Cuarta República, en el que aumentaron las muestras de oposición al régimen autocrático.
Después de semanas de agitación política, el presidente Park Chung-hee fue asesinado el 26 de octubre de 1979 por el director de la Agencia Central de Inteligencia Coreana.
Antes de las elecciones presidenciales de 2012, Park condenó cualquier abuso que se pudiera haber cometido durante el gobierno de su padre y pidió disculpas a los familiares de las víctimas, aunque añadió que el golpe de Estado de 1961 fue «la mejor opción en una situación inevitable».

## Trayectoria política
Durante la década de 1980, Park Geun-hye estuvo alejada de la vida pública y concentró su trabajo en diversas fundaciones de acción social.
A raíz del estallido de la crisis financiera asiática, mostró su interés por entrar en política para «regenerar» el país. El candidato presidencial del conservador Gran Partido Nacional (GPN), Lee Hoi-chang, le invitó a presentarse a las elecciones parciales de 1998 a la Asamblea Nacional por el distrito de Dalseong (Daegu), en el que salió elegida con más del 50% de los votos. En los siguientes comicios de 2000, 2004 y 2008 consiguió revalidarlo con márgenes aún superiores, convirtiéndose en una de las mujeres con más poder de la política surcoreana.
Lee Hoi-chang terminaría retirándose en 2002, al perder otra vez las elecciones presidenciales frente al progresista Roh Moo-hyun (Partido Uri). Cuando los parlamentarios conservadores presentaron un proceso de destitución contra el presidente Roh, el GPN vivió su propia crisis interna y Park fue nombrada presidenta con el objetivo de reconstruir la formación. Las legislativas de 2004 se saldaron con mayoría absoluta del Uri, tal y como estaba previsto, pero Park legitimó su liderazgo al revalidar su escaño con el 70 % de los votos. La situación cambió por completo en 2006: con Roh en sus niveles más bajos de popularidad, los conservadores recuperaron la mayoría en la Asamblea y se hicieron con 12 de las 16 alcaldías más importantes del país.
El 20 de mayo de 2006, durante la campaña electoral en Daejeon, un hombre con antecedentes penales trató de asesinar a Park con un cuchillo, provocándole una herida de 11 centímetros en la cara.

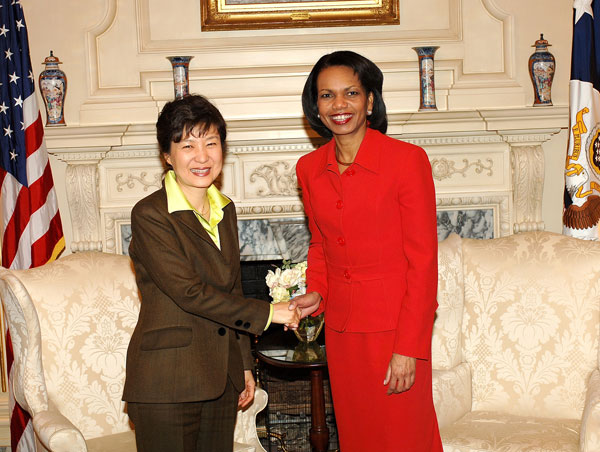
Park Geun-hye y Condoleezza Rice (2007).

Con su popularidad en máximos, Park postuló a las primarias del GPN para las elecciones presidenciales de 2007, en las que su mayor rival era el exalcalde de Seúl, el reformista Lee Myung-bak. Tras una reñida votación de militantes y el resultado de una encuesta de simpatizantes celebrada el 20 de agosto, Park cayó derrotada por menos de 3.000 votos de diferencia.
Las diferencias entre Park y Lee se hicieron insalvables cuando éste asumió la presidencia de Corea del Sur en 2008. Unos 14 diputados fieles a Park, en protesta porque no se contara con ellos para gobernar, se independizaron del GPN y crearon su propio grupo parlamentario, la Coalición Pro-Park. Por otro lado, Park continuó en el GPN y revalidó su escaño en Dalseong con un voto récord del 88,8 %. La líder no consiguió que su partido readmitiese a los tránsfugas hasta 2010, con las elecciones locales en el horizonte.
En 2011, en plena crisis interna por la dimisión del alcalde de Seúl, Park Geun-hye fue nombrada presidenta de una gestora que se encargaría de refundar el GPN. Agrupando a todas las corrientes del centroderecha en un frente amplio, el proceso concluyó en 2012 con la creación del nuevo Partido Saenuri («Nuevas Fronteras»), que volvió a ganar en las elecciones parlamentarias de 2012.
Después de superar las primarias del Saenuri, Park inició su campaña para las elecciones presidenciales de Corea del Sur de 2012 como favorita en los sondeos. No obstante, el candidato liberal Moon Jae-in (Partido Democrático Unido) le había recortado esa ventaja por los escándalos de corrupción que afectaban al hermano del presidente Lee Myung-bak. A través de una campaña electoral intensiva, Park mantuvo sus opciones y finalmente ganó con más de 15,7 millones de votos (51,8 %) frente a los 14,8 millones obtenidos por Moon.

## Presidencia de Corea del Sur
Park Geun-hye fue investida presidenta de Corea del Sur el 25 de febrero de 2013. Su programa electoral, de carácter conservador, prometía entre otras medidas una política económica de crecimiento, el apoyo a las pymes frente al poder de los chaebol en el mercado libre, fortalecer la defensa nacional, promover la igualdad de género, y una política exterior de línea dura contra «amenazas exteriores». A diferencia de Lee Myung-bak, quien no pudo cumplir su plan de crecimiento «plan 747», Park rehusó concretar cifras durante la campaña. Además, aseguró que se investigarían «de forma imparcial y justa» los hechos acaecidos durante el gobierno autoritario de su padre Park Chung-hee.
Las tres líneas maestras de su discurso de investidura fueron la «prosperidad cultural», la «felicidad de la población» y la «reconstrucción de la economía», cuyo crecimiento se había estancado.
Hasta la fecha, sus primeros ministros han sido Jung Hong-won (2013-2015), Lee Wan-koo (febrero a abril de 2015), Hwang Kyo-ahn (2015-2016) y Kim Byong-joon (desde 2016).
La presidencia de Park Geun-hye acabó marcada por los escándalos de corrupción y tráfico de influencias en colaboración con su amiga íntima Choi Soon-sil, hecho que motivó su destitución cuando aún le quedaba casi un año de mandato.

### Relaciones con Corea del Norte
El primer asunto que debió abordar la nueva presidenta fue la crisis diplomática con Corea del Norte. Sus vecinos habían violado la resolución del Consejo de Seguridad de las Naciones Unidas una semana antes de las elecciones, al lanzar un misil de largo alcance para poner en órbita un satélite, y el 12 de febrero de 2013 llevaron a cabo una tercera prueba nuclear. De inmediato, Park aprobó que los ejércitos surcoreano y estadounidense iniciasen entrenamientos militares conjuntos, ante los temores de una hipotética agresión, y el Consejo de Seguridad aprobó nuevas sanciones contra el régimen de Kim Jong-un. En respuesta, Corea del Norte anunció en marzo que el armisticio de 1953 con el que finalizó la guerra de Corea quedaba anulado.
El gobierno trabajó con un mensaje único desde varios frentes para reconducir la situación. El ministerio de Reunificación de Corea aseguró que «la declaración de Corea del Norte no es una amenaza nueva, sino la continuación de sus amenazas provocadoras», mientras que el ministerio de Defensa dejó claro que las fuerzas armadas «siguen con atención los movimientos militares de Corea del Norte y la castigarán en caso de provocación». Los llamamientos a la paz de la comunidad internacional tuvieron efecto y si bien ambas partes reanudaron las conversaciones bilaterales el 6 de junio, el asunto no quedó del todo cerrado hasta que se confirmó en septiembre la reapertura de la Región Industrial de Kaesong.
Al año siguiente, Park aprovechó una visita oficial a Alemania para apelar a la reunificación de la península a largo plazo. Para ello propuso que ambos gobiernos desarrollasen un plan de mantenimiento conjunto de ríos y bosques, e invitó a los representantes norcoreanos a la Conferencia del Convenio sobre la Diversidad Biológica que se celebraría en Pieonchang en octubre. Además, a finales de año tuvo lugar la primera reunión entre altos mandos militares de las dos Coreas desde 2007.
Desde entonces, se han producido episodios recurrentes de tensiones fronterizas e incluso guerra psicológica que ambas partes resolvieron a finales de agosto de 2015.

### Asuntos Exteriores

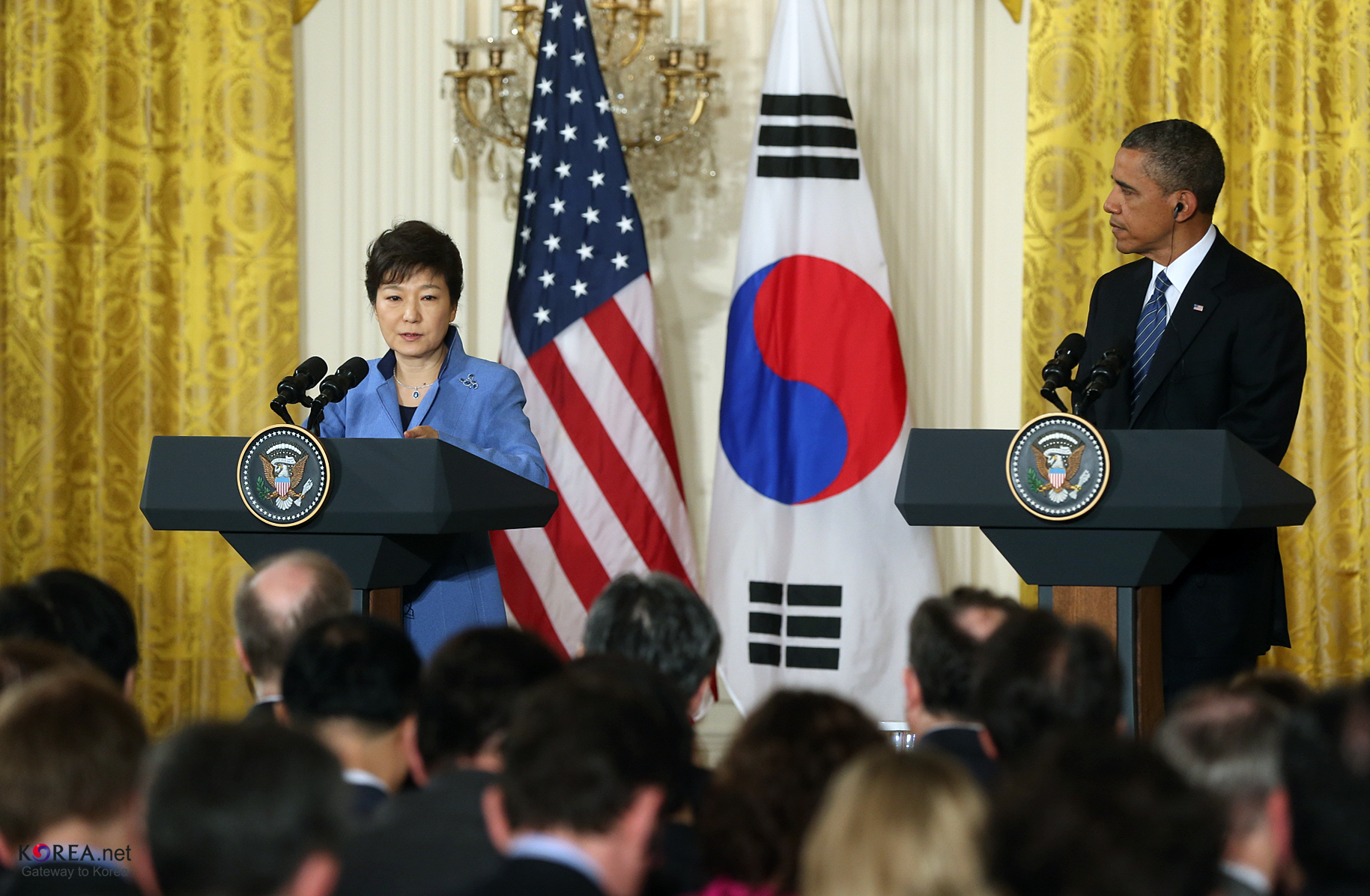
Rueda de prensa conjunta en la Casa Blanca de Park Geun-hye y Barack Obama.

Park hizo su primera visita oficial como presidenta a Washington D. C., donde fue recibida por el presidente Barack Obama en la Casa Blanca, y después intervino en el Congreso de los Estados Unidos. Allí confirmó que su país estaba abierto a conversar con Corea del Norte siempre y cuando ellos cumpliesen los acuerdos de paz.
En 2014, la líder recibió en julio a su homólogo de la República Popular China, Xi Jinping, para negociar un tratado de libre comercio bilateral entre su país y Corea del Sur, así como el ingreso surcoreano en el Banco Asiático de Inversión en Infraestructura que se produjo al año siguiente. Más tarde hubo una reunión tripartita en Pekín entre China, Japón y Corea del Sur para buscar un acuerdo de libre comercio entre las principales potencias asiáticas, que impulsó un repunte de la popularidad de la mandataria.
El mayor logro a nivel diplomático de Corea del Sur fue la condena en 2015 del primer ministro japonés Shinzō Abe a la participación de su país en la Segunda Guerra Mundial, con una breve disculpa por el caso de las «mujeres de confort» que la presidenta consideraría insuficiente.

### Política interior

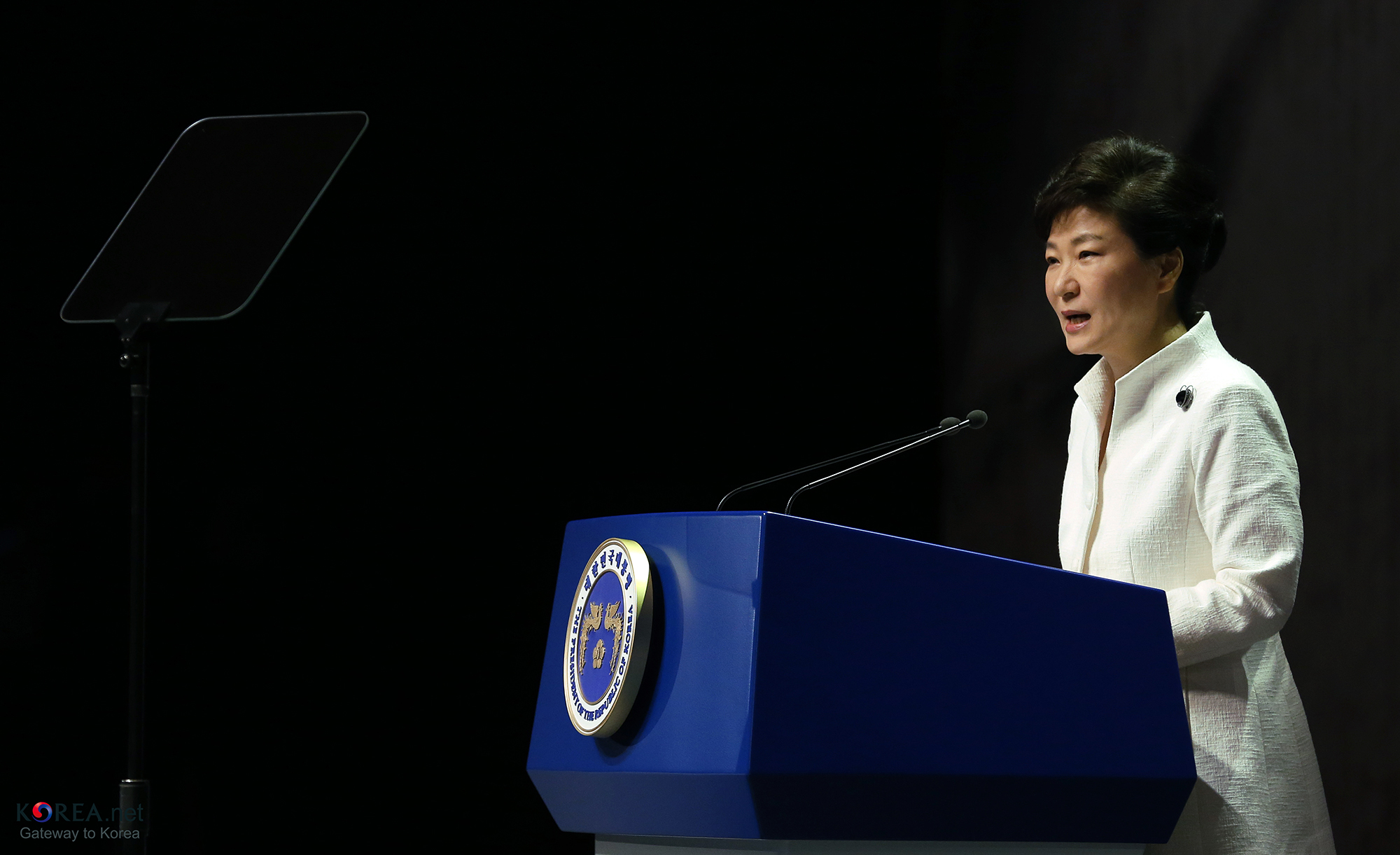
Park en el aniversario del movimiento primero de marzo (2014).

La primera medida doméstica fue la presentación de un ambicioso plan de acción social para erradicar los «Cuatro males», en palabras de Park, que más preocupaban a la sociedad surcoreana: violencia sexual, violencia doméstica, violencia escolar e inseguridad alimentaria. Las estadísticas oficiales reflejaban un repunte de los dos primeros delitos, mientras que los dos últimos son un asunto recurrente.
El 16 de abril de 2014 se produjo el naufragio del ferry Sewol en el que fallecieron 295 personas. Aunque las culpas estuvieron dirigidas al capitán y a la empresa concesionaria, el papel del gobierno fue muy criticado por eludir responsabilidades en la gestión del rescate de supervivientes. En concreto, los periodistas de la radiotelevisión pública (Korean Broadcasting System) denunciaron presiones para tergiversar datos con el objetivo de defender a la presidencia, razón por la que convocaron una huelga indefinida. A consecuencia de esta crisis, el primer ministro Jung Hong-won presentó su dimisión, la cual fue rechazada por Park al no encontrarse un sustituto. Además se cesó al director de KBS, hubo una remodelación de gobierno y en noviembre de 2014 se creó un nuevo Ministerio de Seguridad Pública que asumía el mando de la Guardia Costera.
A comienzos de 2015, la presidenta hizo una remodelación de gobierno con la elección de Lee Wan-koo como nuevo primer ministro. Sin embargo, Lee tuvo que dimitir dos meses después por un escándalo de corrupción en el que estaba presuntamente implicado. Su sustituto fue el exfiscal Hwang Kyo-ahn.
En junio del mismo año, Corea del Sur se enfrentó a una de las mayores crisis sanitarias de su historia: un brote del síndrome respiratorio por coronavirus que se saldó con 36 fallecidos a lo largo de tres semanas. La Organización Mundial de la Salud criticó la reacción del gobierno en los días iniciales, al no aislar correctamente a los primeros enfermos.
En el ámbito del derecho laboral, el gobierno introdujo una serie de leyes para desregular el mercado de trabajo, que habrían facilitado a las empresas el despido de trabajadores. Según el periodista Sung Il-kwon, "los surcoreanos también creen que ella y su mayoría no han hecho nada ante la evasión fiscal a gran escala de los ejecutivos de los chaebol y han hecho la vista gorda ante su financiación oculta de partidos y periódicos."
El gobierno de Park Geun-hye fue criticado en repetidas ocasiones por su autoritarismo. Amnistía Internacional ha declarado que la prohibición del Partido Progresista Unificado (partido socialdemócrata de oposición acusado por el gobierno de "apoyar a Corea del Norte") y la destitución de sus representantes electos "plantea serias dudas sobre el compromiso de las autoridades con la libertad de expresión y asociación". El movimiento sindical coreano fue reprimido de forma "cada vez más implacable" por las autoridades. Unos veinte dirigentes sindicales fueron encarcelados, entre ellos el presidente del KCTU, el presidente del KPCWU y el vicepresidente del KPTU.
En cuanto a la libertad de prensa, Reporteros sin Fronteras ha denunciado la "intolerancia de las autoridades hacia la crítica", y ha subrayado el deterioro de la situación de la libertad de prensa. Tras la destitución de Park Geun-hye, detuvieron al Ministro de Cultura, a raíz de las revelaciones sobre la existencia de una "lista negra" con los nombres de 10.000 artistas supuestamente desfavorables a Park Geun-hye y, en consecuencia, privados de subvenciones públicas y vigilados por las autoridades.
Park Geun-hye sufrió un duro revés en las elecciones legislativas de 2016, en las que el Partido Saenuri perdió la mayoría que ostentaba en la Asamblea Nacional. Pese a obtener un millón de votos más que su rival, el Partido Minju de Corea obtuvo más diputados gracias al sistema de representación directa. La mandataria fue criticada por sus rivales internos debido al papel que tomó tanto en la campaña como en la elección de candidatos, por lo que la prensa interpretó que habría otra lucha interna para elegir sustituto en las elecciones presidenciales de 2017.
Después de que Park fuese destituida por la Asamblea Nacional, el Saenuri pasó a llamarse Partido Libertad de Corea a partir de enero de 2017.

## Destitución

Gráfica de popularidad de la presidenta Park Geun-hye. La aprobación cayó en picado tras el escándalo Choi Soon-sil.

Park Geun-hye fue destituida de la presidencia de Corea del Sur por su presunta implicación en un escándalo de corrupción y tráfico de influencias, revelado en octubre de 2016.
Diversos medios de comunicación desvelaron que una mujer de 60 años llamada Choi Soon-sil, sin cargo gubernamental, se había aprovechado de su estrecha amistad con Park Geun-hye para influir en miembros del ejecutivo, desviar 65 millones de euros a sus organizaciones e impulsar la carrera profesional de hípica de su hija. Park conocía a esa mujer porque era la hija de Choi Tae-min, uno de los asesores del gobierno de Park Chung-hee, y que veló por ella tras el asesinato de su padre. La trama implicaba también a importantes empresarios como Lee Jae-yong, presidente de Samsung.
Además de abrir una investigación, la justicia surcoreana ordenó entrar por primera vez a la Casa Azul para recabar pruebas. La primera reacción de Park fue pedir disculpas y proponer a un nuevo primer ministro, Kim Byong-joon, de tendencia progresista. Sin embargo, las peticiones de dimisión no cesaron y desde entonces se produjeron manifestaciones multitudinarias en Seúl contra la mandataria.  La «crisis Choi Soon-sil» redujo al mínimo sus niveles de popularidad, de tan solo un 9,2% en octubre y menos del 5% en noviembre.
La fiscalía de Corea del Sur acusó formalmente a Park de presunta complicidad con Choi Soon-sil en su trama de desfalco. Después de que casi todos los parlamentarios del Partido Saenuri le exigieran la dimisión, la presidenta puso el cargo a disposición de la Asamblea Nacional.
El 9 de diciembre, el parlamento aprobó su proceso de destitución por una amplia mayoría de 234 votos a favor sobre 300 escaños. Las funciones presidenciales fueron asumidas de forma interina por el primer ministro Hwang Kyo-ahn. Meses después, el 10 de marzo de 2017, el Tribunal Constitucional aprobó con el voto favorable de todos los jueces la destitución de Park. La sentencia obliga al país a celebrar elecciones presidenciales en un plazo de 60 días.

## Arresto, detención e indulto
El 26 de marzo, dos semanas después de la destitución formal de Park, la fiscalía surcoreana anunció que estaba buscando una orden de arresto contra la expresidenta. El 30 de marzo, la orden de detención fue concedida por el Tribunal Central de Seúl y Park fue detenida al día siguiente. El 17 de abril, Park fue acusada formalmente de abuso de poder, soborno, coacción y filtración de secretos del gobierno. Ella negó todos los cargos durante cinco rondas de interrogatorios en la cárcel, lo que condujo a un juicio que se espera que dure hasta seis meses. El 24 de diciembre de 2021 fue indultada por el presidente Moon Jae-in y liberada el 31 del mismo mes.